# Reliekschrijn van Petronella

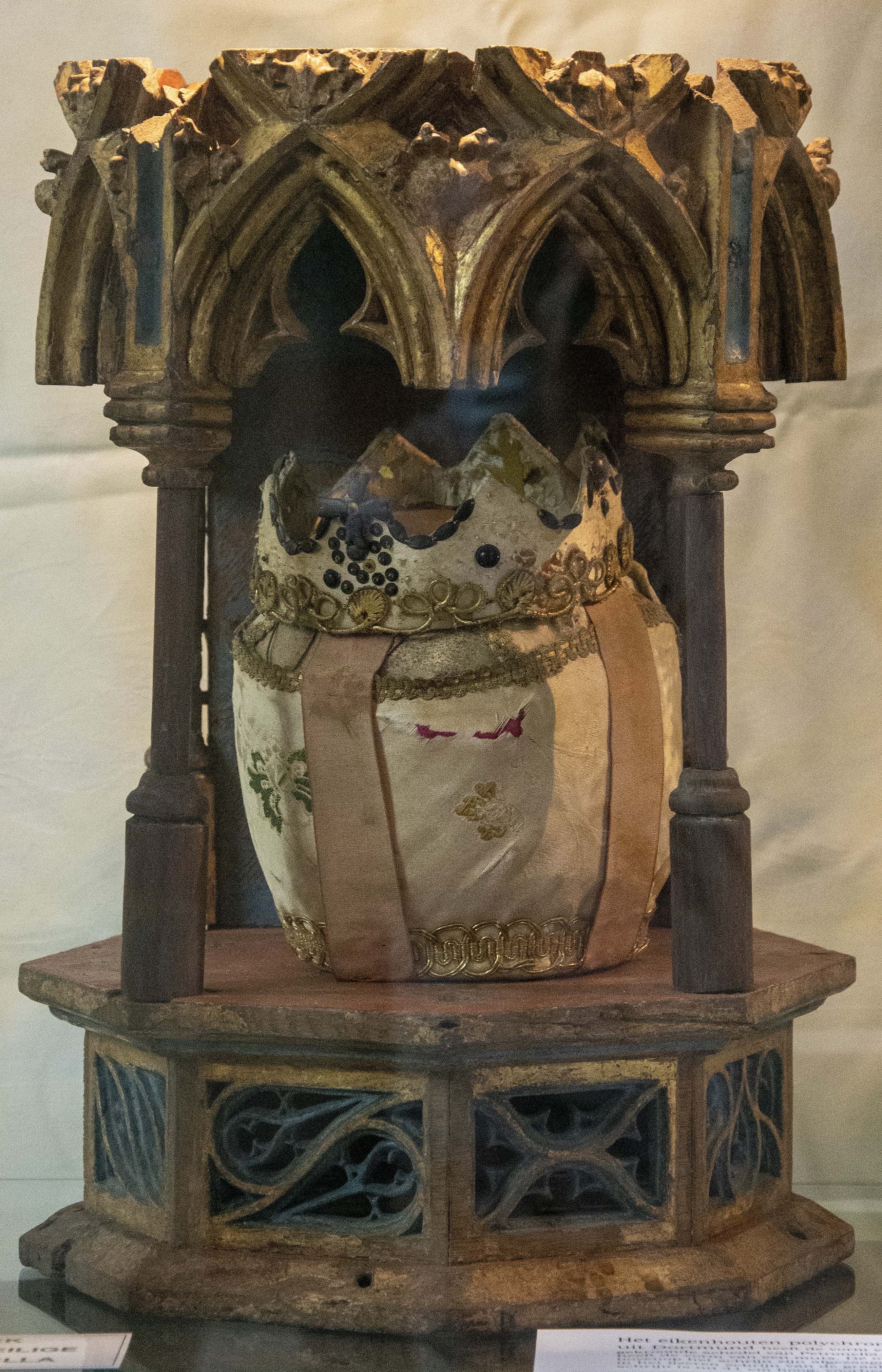
Reliek van Petronella

Het Reliekschrijn van Petronella is een schrijn dat als relikwie het volledige hoofd van Petronella van Rome bewaart. De Sint-Pietersparochie van Rekem bezit dit schrijn, waarvan de echtheid bekrachtigd wordt door zes perkamenten oorkondes. Het oudste document dateert van 1492.

## Historiek

### Van het Heilig Land via Dortmund naar Rekem
De Duitse priester Rodgerius Rettinck, kapelaan van de parochiekerk Sint-Reinnoldus te Dortmund (bisdom Keulen) ging in de 15e eeuw op bedevaart naar het Heilig Land. Hij vereerde de heilige Petronella speciaal en legde op het einde van de vijftiende eeuw, te Rome een verzoek neer om voor zijn parochiekerk een bijzonder relikwie van haar te bekomen. Op zijn vraag ontving hij ‘de zeer kostbare schat van het heilig hoofd van de heilige Petronella, dochter van de heilige Petrus’ van twee kardinalen, bevestigd door een oorkonde met datum 11 februari 1492.
Door het uitbreidende protestantisme van Luther in Duitsland belandde de parochiekerk onder het beheer van de protestanten en men verborg het relikwie. Op 14 mei 1620 kwam het via ridder Karel van Ophem, luitenant in Spaanse dienst, en pater Nicolaas Georgius in Rekem terecht. Tijdens deze periode bestuurde Ernest d'Aspremont-Lynden het rijksgraafschap Rekem. Ernest had hiervoor de hulp ingeroepen van de keizerlijke kerkelijke rechtbank te Spiers. Jan Brugman, notaris van de rechtbank stelde op 8 januari 1620 het document op van de overhandiging aan Karel van Ophem.

### Van 1620 tot 1900
In die periode was men niet op de hoogte van de ware aard van het schrijn. Een beschrijving van pastoor Nessel, zoals die werd uitgegeven in 1627 vermeldde de aanwezigheid van twee beenderen van de schedel. In 1886 volgde een nieuwe beschrijving door pastoor Ketelbueters die de aanwezigheid van een stukje perkament aangeeft, met de tekst Sancta Petronilla.

### Herontdekking in 1958
Charles Delwaide, burgemeester van Rekem in 1958 en neef van Leo Delwaide vroeg aan voormalig missionaris, jezuïet en gemeente-archivaris Raphaël Verbois in november 1958 om de vervallen pastorie van Rekem te onderzoeken op wat waardevol was. In een hoek van de zolder vond men de reliek terug. De ijzeren kast waarin het hoofd wordt bewaard is in 1621 in opdracht van graaf Ernest vervaardigd.

## Petronellakapel in Rekem
Reeds voor het relikwie van de heilige Petronella naar Rekem verhuisde, lieten graaf Ernest en zijn echtgenote, Anna Antoinette de Gouffier, de Sint-Petronellakapel te Daalwezet (Rekem) bouwen. Het reliekschrijn kreeg een plaats in de kapel. Alhoewel de kapel officieel de Onze-Lieve-Vrouw en Petronellakapel heet, is ze meer gekend als de kapel van de heilige Petronella naar aanleiding van de jaarlijkse processie sinds 31 mei 1620. Het bedevaartvaantje van Petronella toont de stoet die van het kasteel van Rekem naar de kapel stapte. De processie trok in 1973 voor de laatste keer uit.
Anno 2021 wordt het relikiekschrijn in de Sint-Pieterskerk te Rekem bewaard.

## Galerij

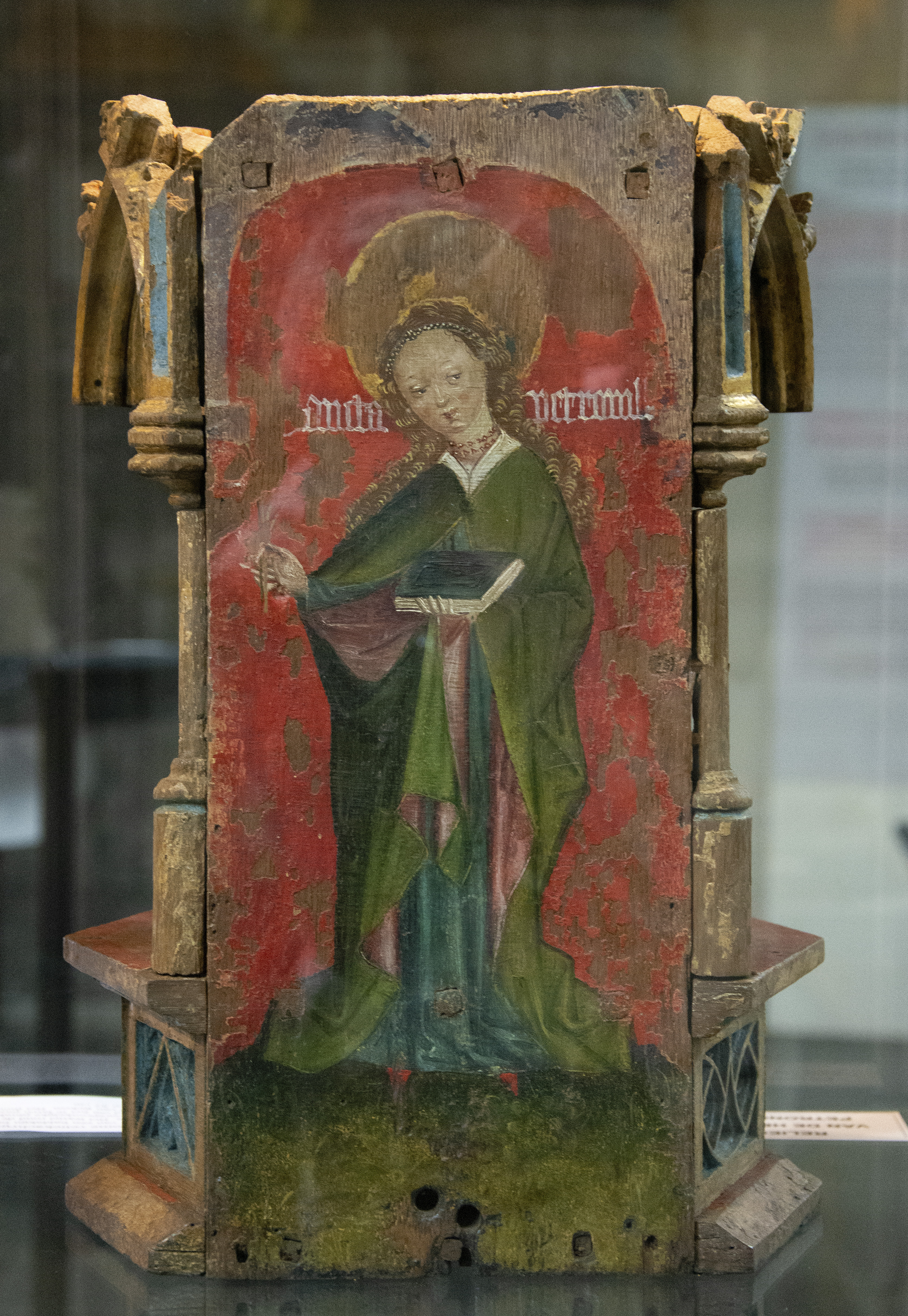
Achterzijde
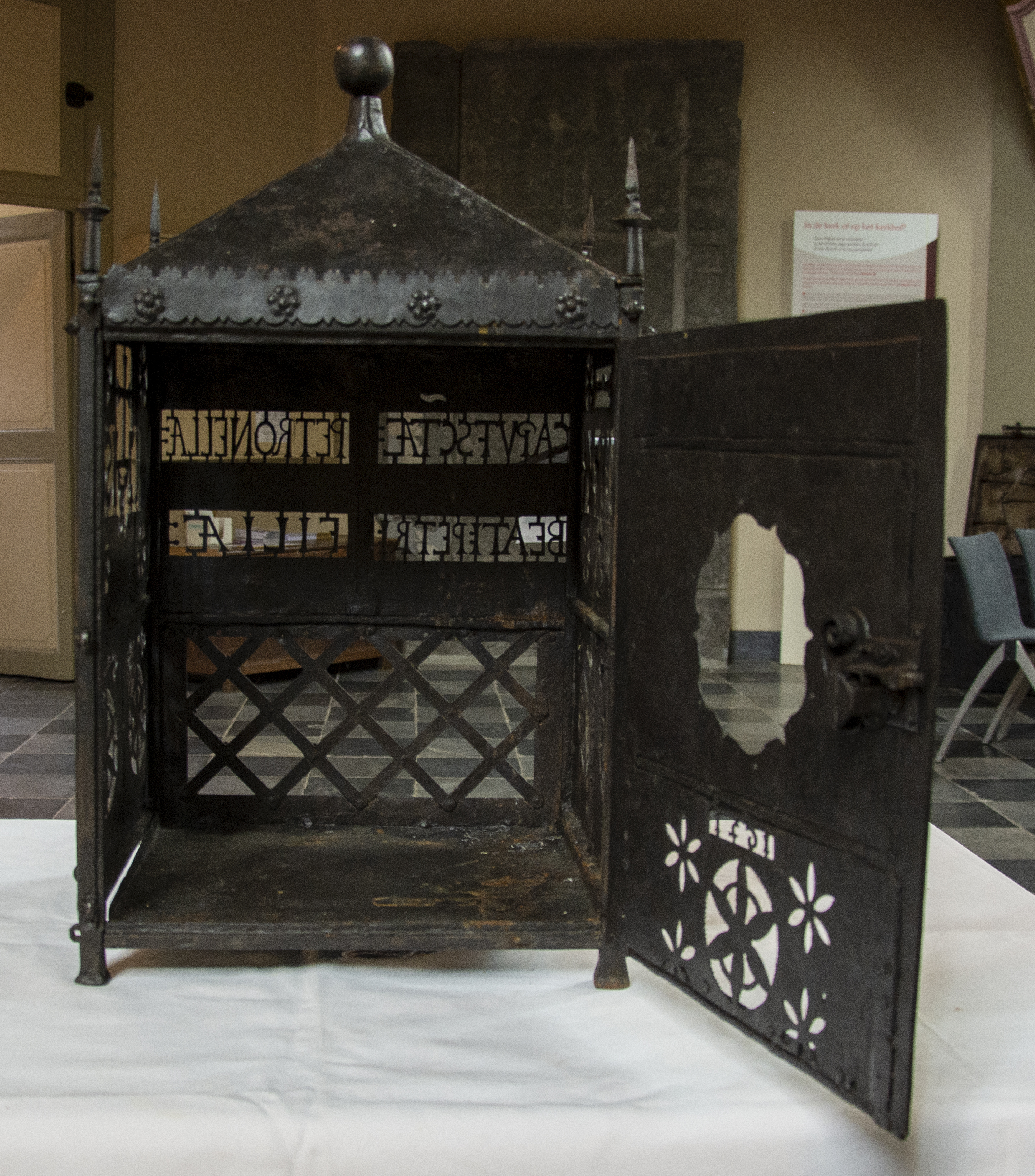
Reliekschrijn met het jaartal 1621
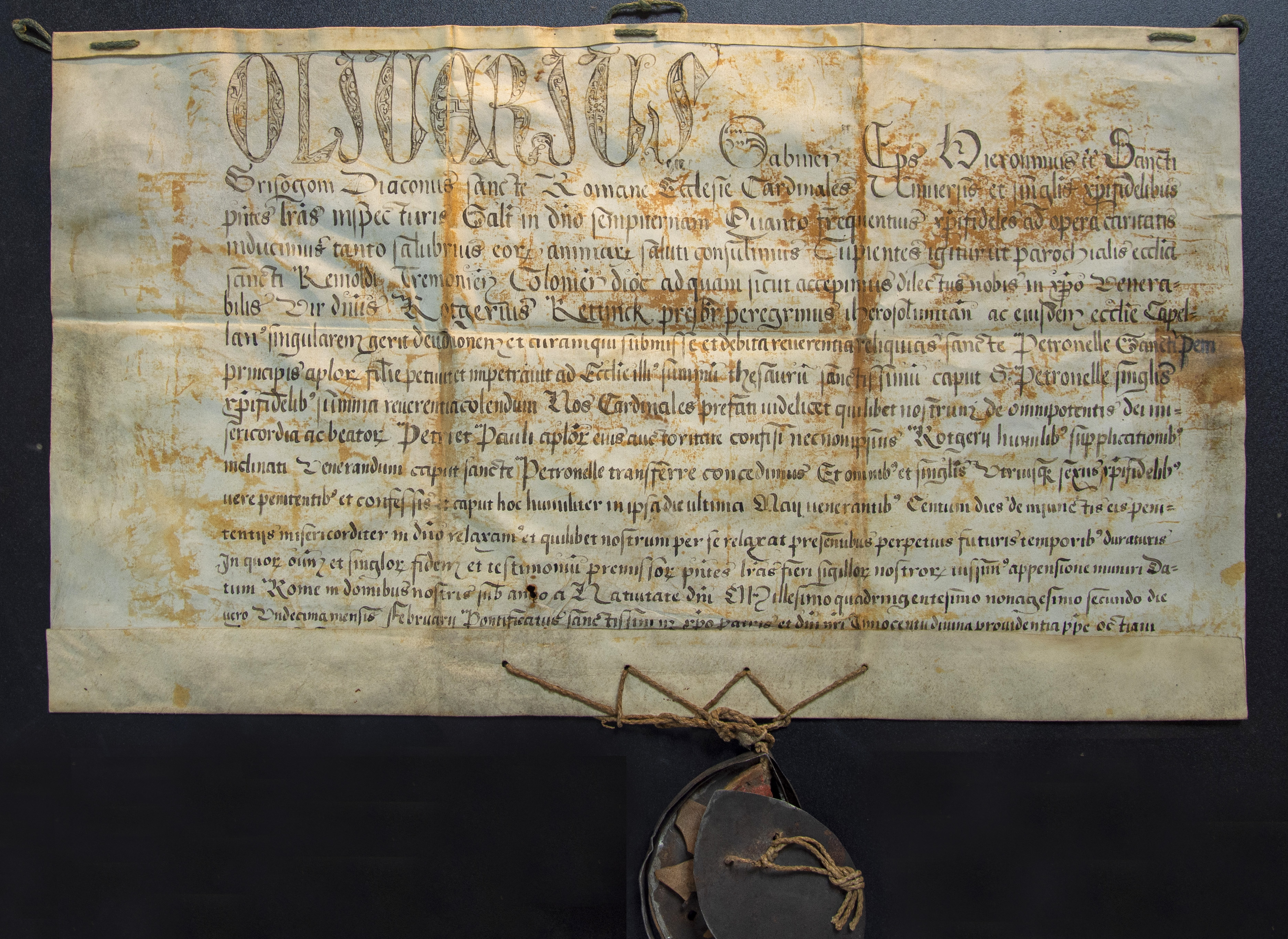
De oorkonde van 1492
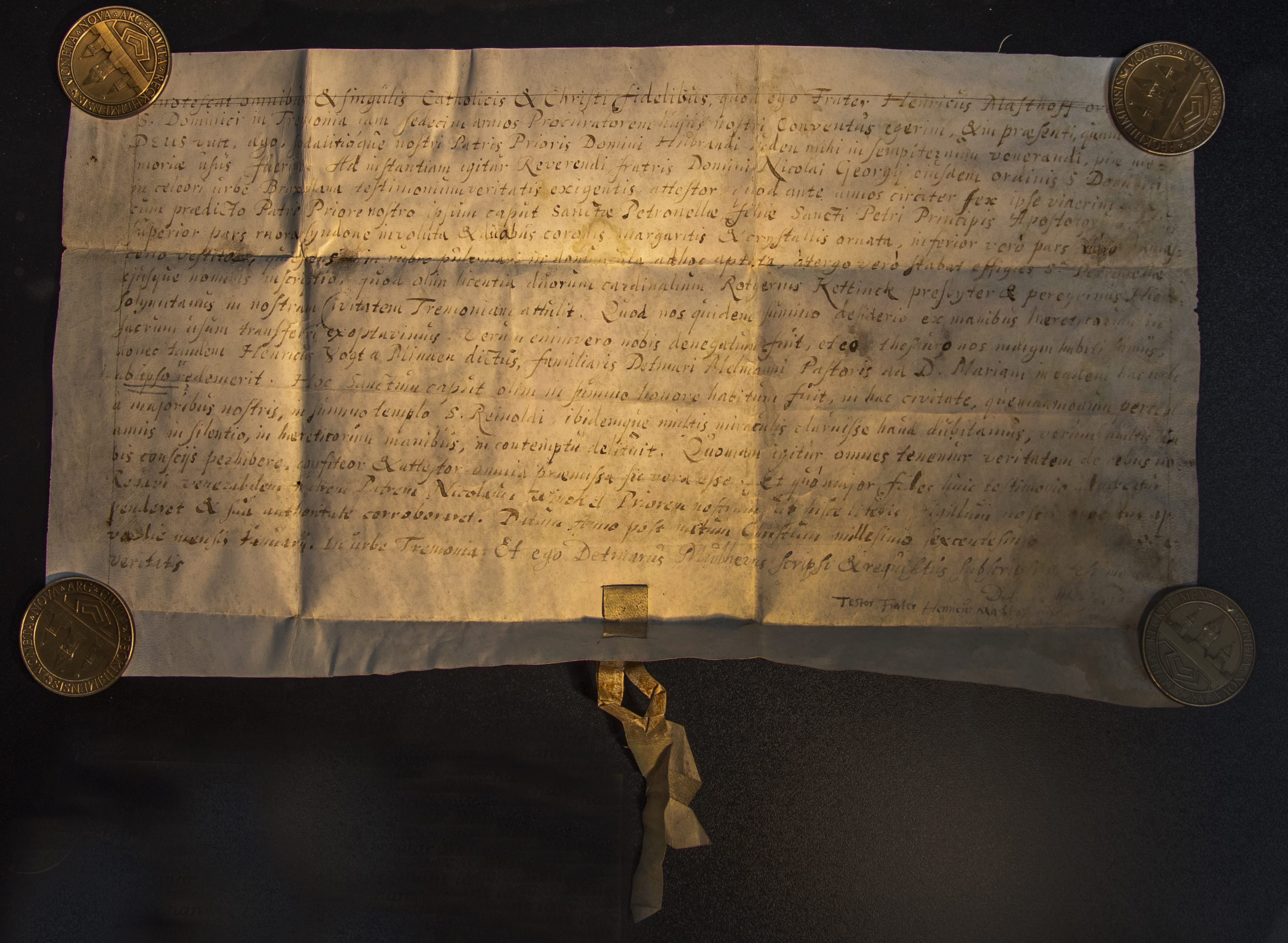
De oorkonde uit 1620 (overdracht van Dortmund naar Rekem)
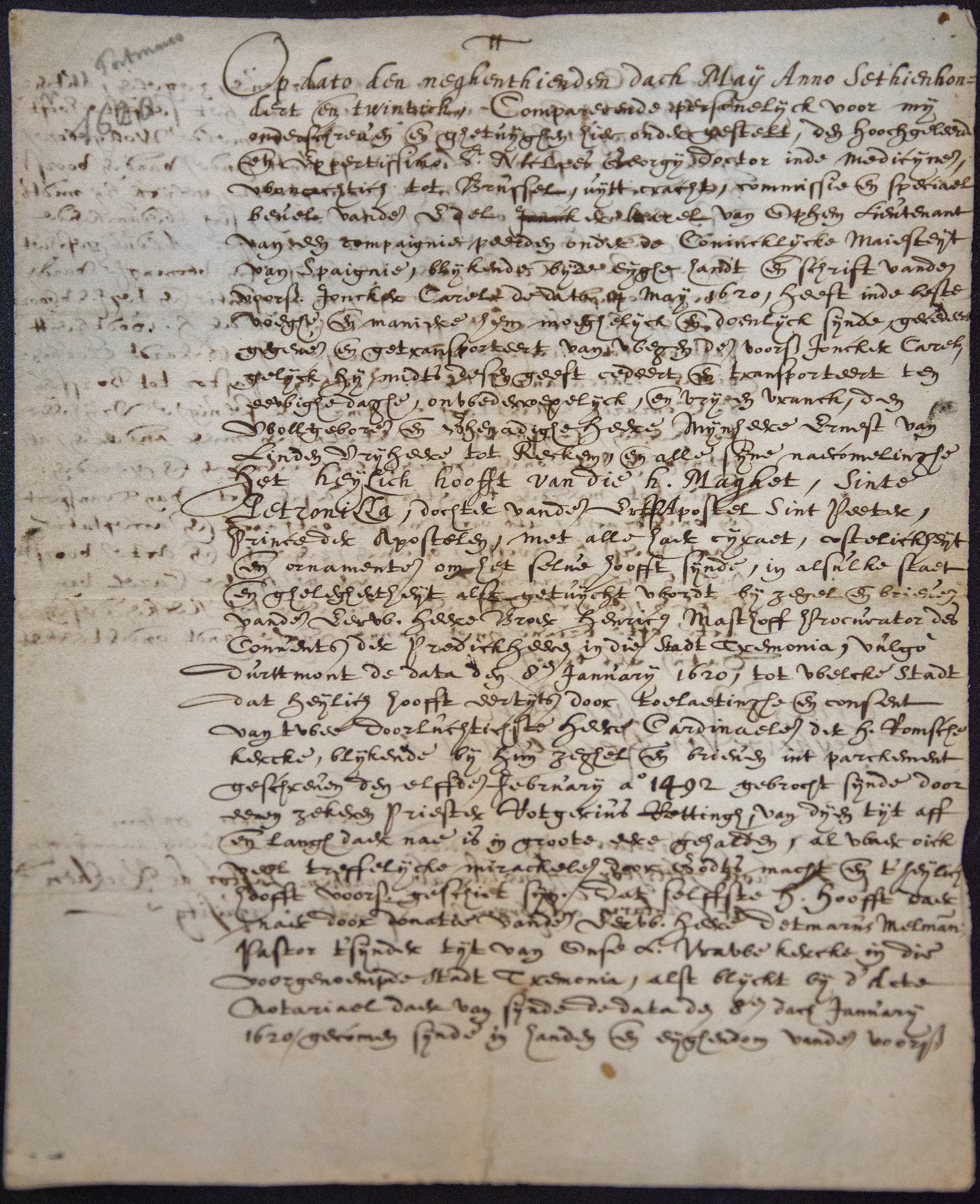
Schenking aan graaf Ernest
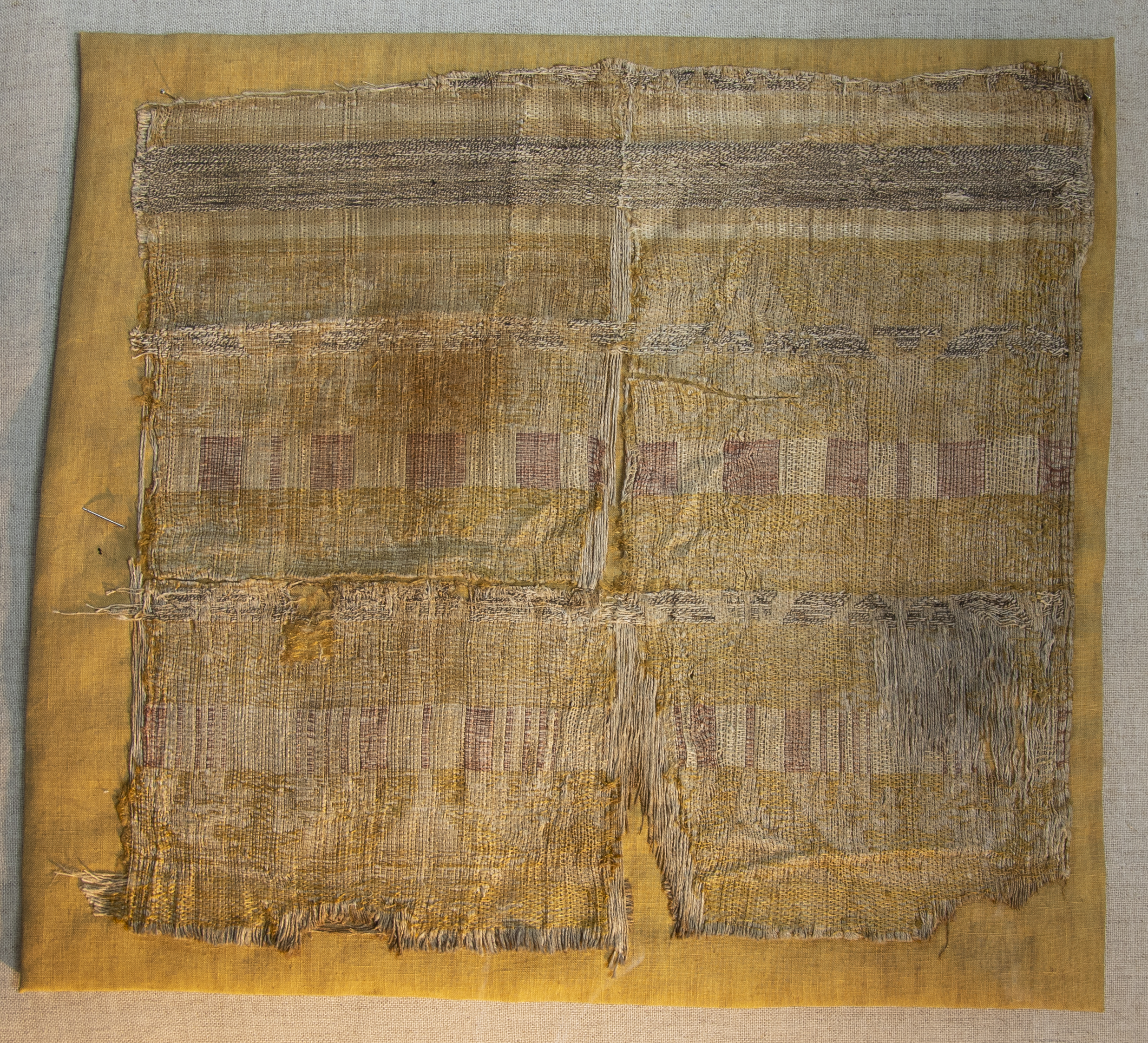
Afbeelding van het oude linnen waarin de reliek is gewikkeld